# Zone de protection paysagère du Lázbérc
La Zone de protection paysagère du Lázbérc (hongrois : Lázbérci Tájvédelmi Körzet, prononcé [ˈlaːzbeːɾtsi ˈtaːjveːdɛlmi ˈkøɾzɛt]) est une aire protégée située dans le comitat de Borsod-Abaúj-Zemplén, entre Ózd et Miskolc dans le massif d'Uppony, et dont le périmètre est géré par le parc national de Bükk.